# Wassili Luckhardt
Wassili Luckhardt, (Berlín, 1889-1972) es un arquitecto alemán. Figura destacada del Expresionismo berlinés mediante construcciones regidas por la precisión de los ángulos rectos o bien bloques articulados dinámicamente por fajas de ventanas.

## Obras y proyectos
- 1928 - Casas viviendas en Rupennorn en Berlín.
- 1929 - Colonia de ensayo en la avenida Schorkem, Berlín.
- 1929 - Proyecto para la renovación de la Alexanderplatz de Berlín.
- 1951 - Pabellón de Berlín en la exposición "Constructa" de Hannover.
- 1957 - Edificio para la Administración de Abastos en Múnich.
- 1957 - Edificio en la Interbau de Berlín en colaboración con Josef Hoffmann
- 1960 - Edificio para el Ayuntamiento de Bremen.